# Mukasz Chasenow
Mukasz Chasenow (ros. Мукаш Хасенов, ur. 15 listopada 1904 w powiecie pietropawłowskim w obwodzie akmolińskim, zm. 2 października 1960 w Semipałatyńsku) – polityk Kazachskiej SRR.

## Życiorys
W 1927 został sekretarzem rady aułu, później sekretarzem komitetu wykonawczego terengulskiej rady rejonowej w okręgu pawłodarskim i rachmistrzem rejonowego biura Sojuzchlieb, następnie przewodniczącym zarządu spółdzielni rolniczej, 1934-1936 był zastępcą dyrektora sowchozu. Od maja 1932 należał do WKP(b), 1936-1937 uczył się na kursach dyrektorów sowchozów w Moskwie, 1937-1938 był dyrektorem kirowskiej szkoły mechanizacji gospodarki rolnej, a w 1938 zastępcą kierownika Wydziału Rolnego Wschodniokazachstańskiego Komitetu Obwodowego Komunistycznej Partii (bolszewików) Kazachstanu. Następnie został I sekretarzem rejonowego komitetu KP(b)K w obwodzie wschodniokazachstańskim, w 1939 kierował sektorem kadr sowchozowych KC KP(b)K, po czym został sekretarzem Wschodniokazachstańskiego Komitetu Obwodowego KP(b)K ds. kadr i później II sekretarzem tego komitetu. Od 1946 do 1952 był przewodniczącym Komitetu Wykonawczego Akmolińskiej Rady Obwodowej, 1952-1953 uczył się na kursach przy KC WKP(b)/KPZR, 1953-1954 był zastępcą kierownika Wydziału Rolnego KC KPK, a od 1954 do śmierci przewodniczącym Komitetu Wykonawczego Semipałatyńskiej Rady Obwodowej. Był odznaczony trzema Orderami Czerwonego Sztandaru Pracy.